# Ambosores (Muras)
Ambosores (llamada oficialmente Santa María de Ambosores)  es una parroquia española del municipio de Muras, en la provincia de Lugo, Galicia.

## Organización territorial
La parroquia está formada por seis entidades de población:

### Entidades de población
Entidades de población que forman parte de la parroquia:
- Ameixeiras (As Ameixeiras)
- Mouriscón (O Mouriscón)
- Santar de Abaixo (Santar de Baixo)

### Despoblados
Despoblados que forman parte de la parroquia:
- Couce dos Mouros
- Pena de Mouriscón (Pena do Mouriscón)
- Rego (O Rego)

## Demografía
| Gráfica de evolución demográfica de Ambosores entre 2000 y 2020 |
|                                                                 |
| Datos según el nomenclátor publicado por el INE.                |